# Charles Evans Hughes
Charles Evans Hughes Sr. (Glens Falls, 11 aprile 1862 – Osterville, 27 agosto 1948) è stato un giurista e politico statunitense.

## Biografia
È stato Governatore dello stato di New York dal 1907 al 1910. È stato giudice della Corte Suprema dal 1910 al 1916. 
Membro del Partito Repubblicano, è stato il candidato del suo partito alle elezioni presidenziali del 1916 e fu sconfitto da Woodrow Wilson.
Dal 1921 al 1925 fu Segretario di Stato degli Stati Uniti.
Fu quindi nominato dal presidente Herbert Hoover Presidente della Corte suprema degli Stati Uniti d'America dal 1930 fino al suo ritiro nel 1941.